# Euphorbia baleensis
Euphorbia baleensis är en törelväxtart som beskrevs av Michael George Gilbert. Euphorbia baleensis ingår i släktet törlar, och familjen törelväxter. Inga underarter finns listade i Catalogue of Life.